# Seleh Leha
Seleh Leha (ou Selekleka) est une ville du nord de l'Éthiopie, située dans la Mirabawi Zone du Tigré. Elle se trouve à 14° 07′ N, 38° 29′ E et à 2 107 mètres d'altitude.